# Alexandra von Berlichingen
Alexandra von Berlichingen (Ludwigslust, 12 de febrero de 1941-Baden-Wurtemberg, 1 de marzo de 2023) fue una traductora, intérprete y empresaria alemana.

## Biografía
Hija de Luise von Busch y del coronel Hermann von Vultejus.
Pasó varios años en un internado, un año en un colegio en Londres y otro en México. 
Trabajó durante dos años como intérprete de inglés y español en el Consulado General de Colombia en Hamburgo.
Se casó con el coronel de Wolf von Berlichingen, quien murió en 1994, fue madre de dos hijos. Tras enviudar fue presidenta y dirigió el Festival del Castillo de Jagsthausml.
Falleció el 1 de marzo de 2023 a las 82 años, en el castillo de Stetten, Baden-Wurtemberg y fue enterrada en el cementerio de Jagsthausen.